# Cruz de Caña
Cruz de Caña es una localidad argentina ubicada en el Departamento Cruz del Eje de la provincia de Córdoba. Se encuentra sobre la Ruta Provincial 400, 3 km al oeste del río San Guillermo.
El lugar era conocido como La Posta, por una parada en el camino que venía desde el Norte con destino a San Juan, donde obtenían alojamiento y alimentos. El nombre provendría de una cruz hecha con cañaverales de la zona, utilizada para marcar el lugar de entierro de un hombre que fue asesinado en una trifulca en dicha posta. Se encuentra en las Sierras de Gaspar, últimas estribaciones de las Sierras Grandes. El cerro Cruz de Caña de 1.093 domina el paisaje. Actualmente es una villa turística, una de las de mayor crecimiento de la zona. Se destacan el turismo por las antiguas minas de oro de la región, camping, y la pesca de truchas en el río San Guillermo.